# Isochromodes quadriplagiata
Isochromodes quadriplagiata là một loài bướm đêm trong họ Geometridae.